# Matilde de Lerma
Matilde de Lerma (¿Borja (Zaragoza)?, 1875 - Madrid, 1956), fue una soprano española.

## Biografía

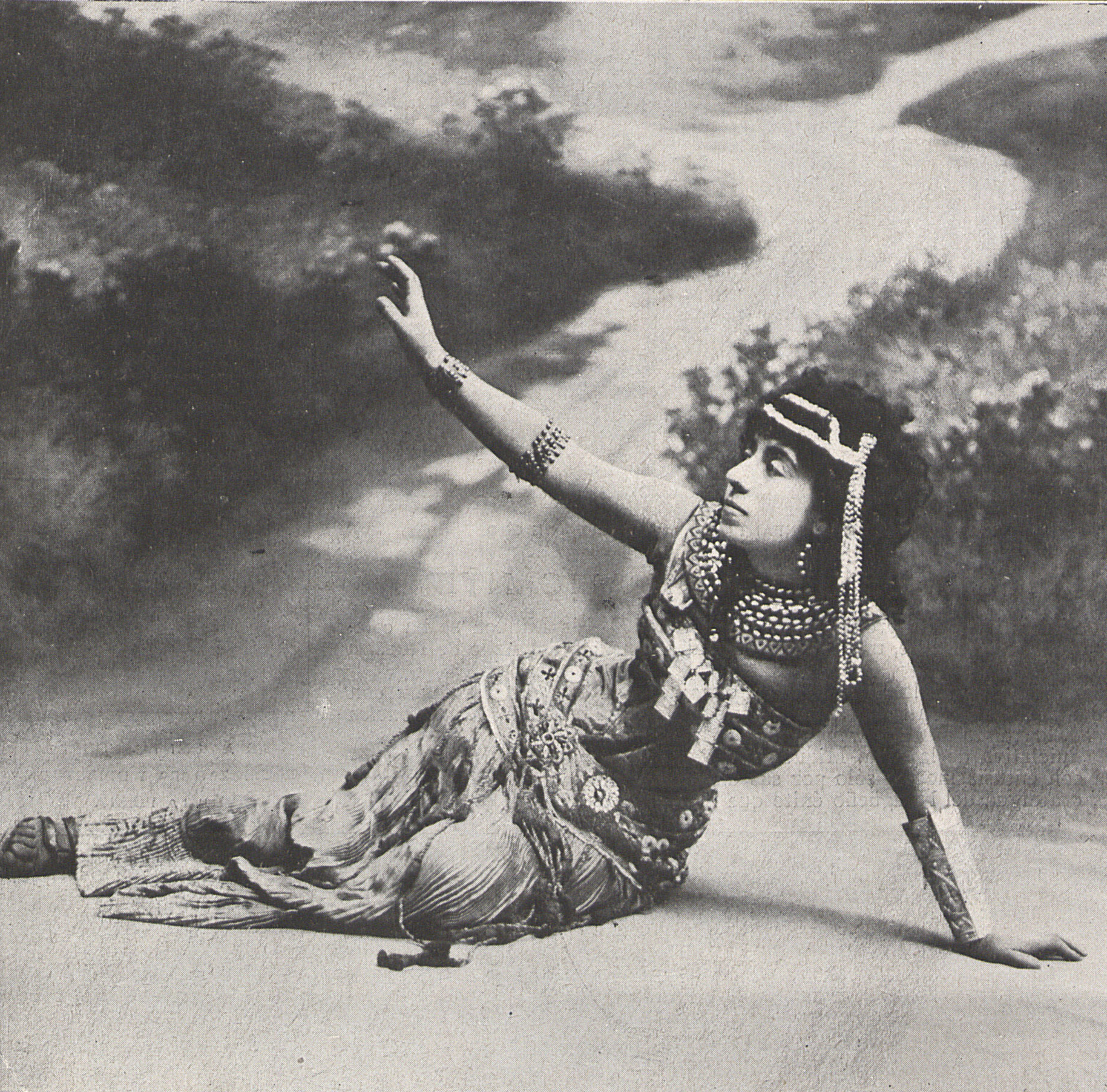
Matilde de Lerma en Aida (1909)

La soprano española Matilde Benito Ferrández, más conocida por su nombre artístico Matilde de Lerma, era hija de Gerardo Benito Segura, de Madrid, y de Gaudiosa Ferrández Pasamar, esta última natural de Borja. Fue bautizada en la localidad de su madre el 12 de noviembre de 1875. Tuvo dos hermanas y un hermano: Adela Benito Ferrández, Manuel Benito Ferrández y Julia Benito Ferrández, esta última madre de la reconocida pianista argentina Marisa Regules Benito.
Estudió solfeo y piano en la Escuela Nacional de Música de Madrid, dedicándose posteriormente al canto. En 1898 debutó en el Teatro Real de Madrid, en el cual continuó actuando durante las temporadas de 1898 a 1912, y en 1916. También actuó en otros escenarios importantes de España, Europa y América cosechando grandes éxitos de público y crítica, como queda reflejado en la prensa de la época.
En su repertorio figuran, entre otras, las óperas Lohengrin, Aida, Les Huguenots, Il trovatore, Macbeth, La bohème, Le nozze di Figaro, Tosca, L'Africaine.
Tras casarse en 1916, se retiró de los escenarios. Falleció el 16 de febrero de 1956 en Madrid.